# 景気後退

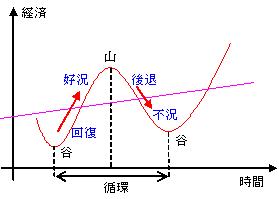
景気循環

景気後退（けいきこうたい）やリセッション（英: recession）とは、景気循環の局面のうち、景気が下降している状態を言う。景気循環の考え方によって、1つの循環を2局面（景気拡張期、景気後退期）と4局面（好況、後退、不況、回復）で分割する考え方があるが、2局面で考えた場合の景気後退期、4局面で考えた場合の後退と不況がこれにあたる。半衰退期とも言う。

## 概要
景気後退とは、上述の通り景気が下降している状態を言う。より状態が悪いものを不況（不景気）と言い、一般的にはこちらのほうが馴染み深い用語である。さらに深刻な状態にあることを恐慌と言う。
景気後退の定義は考え方によって様々であるが、日本の場合は明確な定義はない。その他、以下のような定義がある。
伝統的なマクロ経済学（テクニカル・リセッション）
一年のうち、ある国の実質国内総生産が2四半期以上連続して減少（対前期比）したとき。欧州ではこれをリセッションの定義として採用している。（ただし、これは日本ではあまり一般的な考え方ではない）。
全米経済研究所
重要な経済活動の衰退が経済全体に広がり、それが数カ月以上続いているとき。
米国では、1947年のテクニカル・リセッションは景気後退に認定されなかったが、1949年～2021年の間にテクニカル・リセッションが10回発生し、全て景気後退に認定された。逆にテクニカル・リセッションが発生しなかった景気後退は1947年～2021年の間では1960年と2001年（ITバブル）の2回（ただし、どちらも、連続ではないが実質GDPのマイナス成長が複数回発生している）。

## 影響
経済学者のギウリアーノ（en:Paola Giuliano）とスピリンバーゴ（Antonio Spilimbergo）は、2014年に「en:The Review of Economic Studies」で発表した論文で、アメリカのデータを基に、若い頃の不況経験が、価値観に影響を与えることを実証的に明らかにしている。18-25歳の間に不況を経験するかどうかで、その世代は価値観に大きな影響を受けるとしており、この価値観は、その後年齢を重ねてもほとんど変わらないとしている。
石橋湛山は不景気とは、富の唯一の源泉である労働を有効に利用しないことを意味することから「人間社会最大の罪悪」であると述べている。